# نصر الله (تونس)
نصر الله (اسمها السابق سيدي علي بن نصر الله) مدينة تقع في معتمدية نصر الله من ولاية القيروان من الوسط التونسي. يقع جبل شراحيل جنوب غربها، حيث توجد عين أرتوازية.

## أعلام
- مصطفى الفيلالي